# Little Richard's Greatest Hits
Greatest Hits (En castellano: Grandes Éxitos) es el octavo álbum de estudio de Little Richard y fue lanzado por el sello Vee-Jay Records en 1965. Este consta de regrabaciones de las canciones realizadas por Richard entre 1954 y 1958 en el sello Specialty Records . El álbum es considerado por algunos seguidores de Little Richard como engañoso, ya que los temas del disco a menudo constituyen como compilaciones del artista. Por esta razón, las versiones de este álbum son significativamente diferentes de los originales de Specialty, sobre todo "Lucille", que en esta versión, presenta una disposición completamente diferente a la versión original que incluye violín, percusión, y sonidos más propios del jazz.

## Tracklisting
- Good Golly Miss Molly (2:07)
- Baby Face (2:33)
- Tutti Frutti (2:24)
- Send Me Some Lovin' (2:19)
- The Girl Can't Help It (3:02)
- Lucille (2:16)
- Slippin' And Slidin' (2:26)
- Keep A Knockin' (2:15)
- Rip It Up (2:02)
- She's Got It (2:11)
- Ooh! My Soul (2:17)
- Long Tall Sally (2:03)

Ver detalle de las canciones en los discos originales
- Datos: Q1949585